# 4046 Swain
4046 Swain este un asteroid din centura principală, descoperit pe 7 octombrie 1953 de Goethe Link Obs..